# Вервиця (геральдика)
Вервиця (розарій) — гербова фігура в геральдиці, що відома з XIV століття. Використовувався в Римо-Католицькій Церкві.

## Опис
На гербі зображені розарій з перлів, що походить від назви рози. Сакраменталій рідко є єдиним об'єктом герба чи геральдичного поля. Часто в набір входить палиця паломника. Вервиця прикрашає головним чином герби пріорів і прелатів. Використання більш поширене в церковній геральдиці. Вервицю також розвішують навколо щита. Переважна тинктура відсутня.
Геральдичний малюнок також дозволяє бути частиною промовистого герба з назвою Розарій.

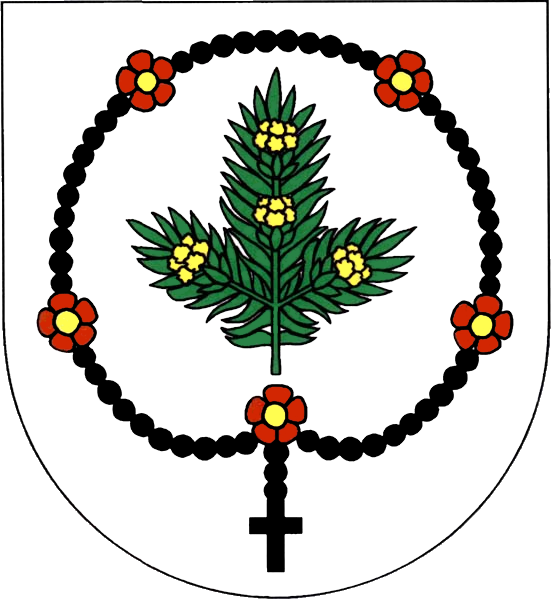
Розарій у гербі Мнішек
Беттендорф (Верхній Рейн)
Лос-Бласкес
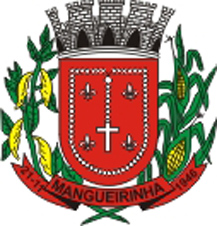
Мангейринья
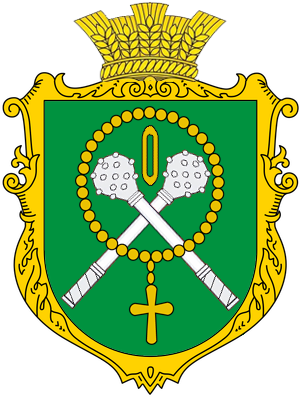
Поліське (в минулому Ксензівка)
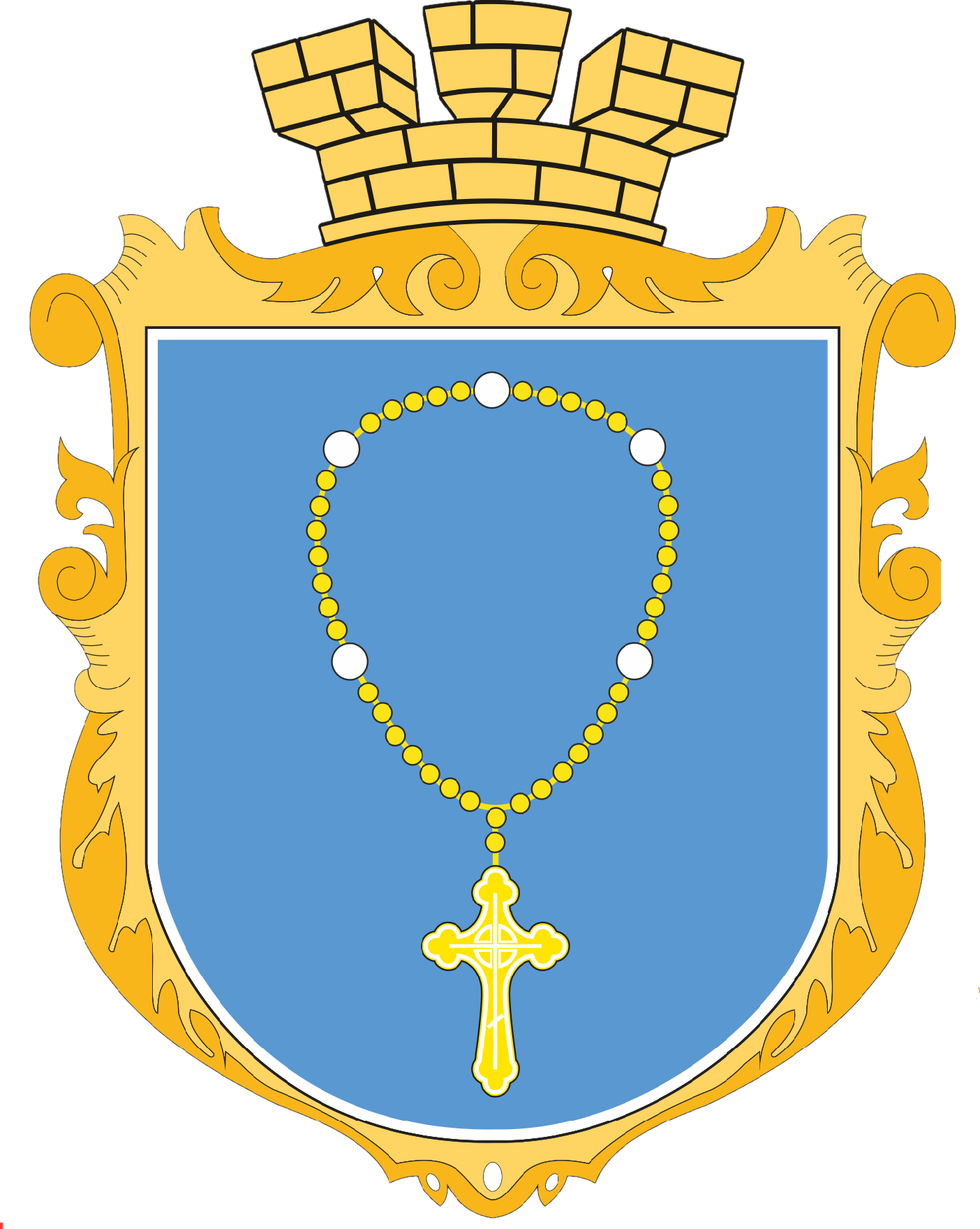
Герб Переріслянської територіальної громади